# Monsano
Monsano é uma comuna italiana da região dos Marche, província de Ancona, com cerca de 2.763 habitantes. Estende-se por uma área de 14 km², tendo uma densidade populacional de 197 hab/km². Faz fronteira com Jesi, Monte San Vito, San Marcello.

## Demografia
| Variação demográfica do município entre 1861 e 2011                               |
|                                                                                   |
| Fonte: Istituto Nazionale di Statistica (ISTAT) - Elaboração gráfica da Wikipedia |